# STS-85
STS-85 byla mise raketoplánu Discovery. Celkem se jednalo o 86. misi raketoplánu do vesmíru a 23. pro Discovery. Cílem mise bylo vynesení kryogenního infračerveného spektrometru a teleskopu.

## Posádka
- Curtis Brown (4) velitel
- Kent Rominger (3) pilot
- Nancy Davisová (3) letový specialista 1
- Stephen Robinson (1) letový specialista 2
- Robert Curbeam (1) letový specialista 2
- Bjarni Tryggvason (1) specialista pro užitečné zatížení 1, CSA

V závorkách je uvedený dosavadní počet letů do vesmíru včetně této mise.